# Isaac Ehrlich
Isaac Ehrlich (ur. 1938) – amerykański ekonomista i socjolog. Prowadził badania na temat ekonomicznych aspektów przestępczości oraz służb utrzymania porządku prawnego, a także nad ekonomią odstraszania, w tym kary śmierci i jej odstraszających skutków. Od 2000 roku Ehrlich pełni funkcję przewodniczącego Wydziału Ekonomii Uniwersytetu Stanowego w Buffalo.
W ramach działalności naukowej publikował prace m.in. na temat uczestnictwa w nielegalnej działalności, powiązania korupcji i wzrostu gospodarczego, ekonomii zdrowia i długowieczności, a także na temat kary śmierci. Do najczęściej cytowanych jego prac zaliczają się publikacje na temat ekonomii przestępstwa i kary śmierci, choć jego tezy bywają uznawane przez niektórych badaczy za kontrowersyjne. Jest także uznawany za specjalistę w dziedzinie badań nad kapitałem ludzkim, założył i kierował wydawanym przez University of Chicago Press czasopismem „Journal of Human Capital”.
Na State University of New York oraz University at Buffalo otrzymał tytuł zasłużonego profesora, na tej drugiej uczelni piastuje także funkcję szefa katedry gospodarki amerykańskiej im. Melvina H. Bakera. Doktoryzował się na Uniwersytecie Columbia, otrzymał także doktorat honoris causa na Uniwersytecie Orleańskim za wkład w nauki ekonomiczne.
Ehrlich był także członkiem zespołu doradczego do spraw polityki zdrowotnej amerykańskiego prezydenta Ronalda Reagana, doradzał także rządowi Hongkongu oraz gubernatorowi stanu Nowy Jork Davidowi Patersonowi.